# Antipa (mitología)
En la mitología griega, Antipa (griego antiguo: Ἀνθίππη) era una princesa tespia y una de las 50 hijas del rey Tespio y Megamede, hija de Arneo (o de una de sus muchas esposas ). Ella dio a luz a Hipódromo con el héroe Heracles.

## Mitología
Cuando el León de Citerón molestaba a las vacas de Tespio, este último le pidió a Heracles que matara al león. El hijo de Zeus lo cazó durante cincuenta días y finalmente mató a la bestia. El rey de Tespias lo entretuvo como invitado de forma excelente durante ese lapso de tiempo, haciendo que Heracles se emborrachara y se acostara sin saberlo con cada una de sus cincuenta hijas, incluida Antipa, pensando el héroe que su amante era siempre la misma. Tespio pretendía que esto sucediera porque deseaba fuertemente que todas sus hijas tuvieran hijos de Hércules. En otra versión del mito, esta último tuvo relaciones sexuales con Antipa y sus hermanas durante una semana, siete se acostaron con Heracles cada noche.
En algunos relatos, Heracles se acostó en una sola noche con Antipa y sus hermanas excepto una que se negó a tener una relación sexual con él. El héroe creyendo que había sido insultado, la condenó a permanecer virgen toda su vida, sirviéndole como su sacerdote.